# حمض أميني مولد للبروتين

الاحماض أمينية مولدة للبروتين هي مجموعة صغيرة من ضمن أحماض الأمينية

حمض أميني مولد للبروتين هي عبارة عن أحماض أمينية تشترك في التصنيع الحيوي للبروتينات أثناء عملية الترجمة. إن مصطلح «بروتيني» يعني «تخليق البروتين». خلال الحياة هناك 22 شفرة وراثية لأحماض أمينية بروتينية، 20 منها موجودة في الشفرة الجينية، واثنان إضافيان يمكن أن تترجم عن طريق آليات الترجمة الخاصة.
على النقيض من ذلك فإن الأحماض الأمينية غير البروتينية هي عبارة عن أحماض أمينية لا تدخل في تكوين البروتين مثل (حمض الغاما-أمينوبيوتيريك، ليفودوبا، ثلاثي يود الثيرونين)، تنتج عن طريق الخطأ بدلاً من الأحماض الأمينية ذات الشفرة الجينية، أو لا تصنع بطريقة مباشرة، أو بالفصل الذي يتم عن طريق آليات الخلية مثل (برولين الهيدروكسيل). هذا الأخير غالباً يكون ناتجا من التعديل الذي يحدث للبروتين بعد عملية الترجمة. تشترك بعض الأحماض الأمينية غير البروتينية في تصنيع البيبتيدات اللاريبوسومية، وتصنع من خلال انزيمات صانعة للبيبتيدات اللاريبوزومية.
يمكن لكل من حقيقيات النواة، وبدائيات النواة أن تدمج سيلينوسيستين في بروتيناتها من خلال تتابع نيوكليوتيدي يعرف باسم عنصرSECIS، الذي يوجه الخلية لترجمة أقرب كود UGA إلى سيلينوسيستين (عادة ما يكون UGA هو كود التوقف). في بعض بدائيات النواة المصنعة للميثان، يمكن أيضاً ترجمة UGA (عادة كود التوقف) إلى بيرولايسين.
في حقيقيات النواة هناك فقط 21 حمض أميني بروتيني 20 من الشفرة الجينية الأساسية بالإضافة إلى السيلينوسيستين. يمكن للبشر تصنيع 12 من هذه الأحماض من بعضها البعض أو من جزيئات أخرى ناتجة من عملية الأيض. يجب تناول  التسعة الآخرين من الغذاء ، ولذلك يطلق عليهم الأحماض الأمينية الضرورية . الأحماض الأمينية الضرورية  هي هيستيدين، إيزولوسين، لايسين، ليوسين، ميثيونين، فينيل ألانين، ثريونين، تريبتوفان، وفالين (H، I، L، K، M، F، T، W، V).
اللحوم والاسماك تحتوي على جميع الاحماض الأمينية الأساسية (العشرين) أما البقوليات فهي تحتوي فقط على 12 من الأحماض الأمينية الأساسية ، وتفتقر إلى الـ 9 من الأحماض الأمينية الضرورية. لهذا يجب على من يتبعون نظام التغذية النباتبية التامة  (التغذية النباتية التامة (صرف) ، الإنتباه إلى ذلك  بتناول مكملات غذائية لكي لا تتضرر صحتهم.  
وجد أن الأحماض الأمينية البروتينية ذات صلة بمجموعة الأحماض الأمينية التي يمكن التعرف عليها بواسطة الأنظمة الريبوزومية للأسيلة الأوتوماتيكية لتحويل الحمض الأميني إلى أسيل. وهكذا، فإن الأحماض الأمينية غير البروتينية قد استبعدت عن طريق نجاح التطور الطارئ للأشكال المختلفة المعتمدة على النيوكليوتيدات. تم تقديم أسباب أخرى لتفسير لماذا لا تدخل الأحماض الأمينية غير البروتينية في تكوين البروتينات بشكل عام. على سبيل المثال الأورثونين والهوموسيرين يلتف عكس التسلسل الأساسي للبيبتيد ويفصل البروتين مع نصف عمر قصير نسبياً، بينما البعض الآخر يكون ساماً لأنه يمكن دمجه عن طريق الخطأ في البروتينات مثل نظير الأرجينين الكانافانين.

## البنية الكيميائية للأحماض الألفا-أمينية المكونة للبروتينات
في ما يلي الصيغة الكيميائية ورموز الأحماض الألفا-أمينية العشرين المشفرة في المعلومة الوراثية للكائنات الحية، والأكثر استعمالا في تخليق البروتينات Protein synthesis.

## الخصائص الكيميائية
يرد أدناه جدول يوضح الرموز ذات حرف واحد والرموز ذات ثلاثة أحرف والخصائص الكيميائية للسلاسل الجانبية للأحماض الأمينية القياسية. تستند الكتل المدرجة إلى متوسطات مرجحة للعناصر النظائرية عند وفرتها الطبيعية. يؤدي تكوين رابطة ببتيد إلى إزالة جزيء من الماء. وبالتالي، تتألف كتلة البروتين من مجموع كُتل الأحماض الأمينية التي يتكون منها مُحَسومًا منها 18.01524 دالتون لكل رابطة ببتيد.

### الخواص الكيميائية الأساسية
| حمض ألفا-أميني | الاختصار | Abbrev. | الكتلة الجزيئية المتوسطة (دالتون) | pI    | pK1 (α-COOH) | pK2 (α-+NH3) |
| -------------- | -------- | ------- | --------------------------------- | ----- | ------------ | ------------ |
| ألانين         | A        | Ala     | 89.09404                          | 6.01  | 2.35         | 9.87         |
| سيستين         | C        | Cys     | 121.15404                         | 5.05  | 1.92         | 10.70        |
| حمض الأسبارتيك | D        | Asp     | 133.10384                         | 2.85  | 1.99         | 9.90         |
| حمض الجلوتاميك | E        | Glu     | 147.13074                         | 3.15  | 2.10         | 9.47         |
| فينيل ألانين   | F        | Phe     | 165.19184                         | 5.49  | 2.20         | 9.31         |
| جلايسين        | G        | Gly     | 75.06714                          | 6.06  | 2.35         | 9.78         |
| هستيدين        | H        | His     | 155.15634                         | 7.60  | 1.80         | 9.33         |
| إيزوليوسين     | I        | Ile     | 131.17464                         | 6.05  | 2.32         | 9.76         |
| ليزين          | K        | Lys     | 146.18934                         | 9.60  | 2.16         | 9.06         |
| ليوسين         | L        | Leu     | 131.17464                         | 6.01  | 2.33         | 9.74         |
| ميثيونين       | M        | Met     | 149.20784                         | 5.74  | 2.13         | 9.28         |
| أسباراجين      | N        | Asn     | 132.11904                         | 5.41  | 2.14         | 8.72         |
| بيروليسيلين    | O        | Pyl     | 255.31                            | ?     | ?            | ?            |
| برولين         | P        | Pro     | 115.13194                         | 6.30  | 1.95         | 10.64        |
| جلوتامين       | Q        | Gln     | 146.14594                         | 5.65  | 2.17         | 9.13         |
| أرجينين        | R        | Arg     | 174.20274                         | 10.76 | 1.82         | 8.99         |
| سيرين          | S        | Ser     | 105.09344                         | 5.68  | 2.19         | 9.21         |
| ثريونين        | T        | Thr     | 119.12034                         | 5.60  | 2.09         | 9.10         |
| سيلينوسيستين   | U        | Sec     | 168.053                           | 5.47  | 1.91         | 10           |
| فاليين         | V        | Val     | 117.14784                         | 6.00  | 2.39         | 9.74         |
| تريبتوفان      | W        | Trp     | 204.22844                         | 5.89  | 2.46         | 9.41         |
| تيروسين        | Y        | Tyr     | 181.19124                         | 5.64  | 2.20         | 9.21         |

### تقنية مطياف الكتلة
في مطياف كتلة الببتيدات والبروتينات، تعتبر معرفة كتلة بقايا الأحماض الأمينية مفيدة. كتلة الببتيد أو البروتين هي مجموع كتلة جميع البقايا بالإضافة إلى كتلة جزيء الماء (الكتلة أحادية النظير = 18.01056 دالتون؛ الكتلة المتوسطة = 18.0153 دالتون). تُحسب كتل البقايا من الصيغ الكيميائية المسجلة والكتل الذرية.
في مطياف الكتلة، قد تحتوي الأيونات أيضًا على بروتون واحد أو أكثر (الكتلة أحادية النظير = 1.00728 دالتون؛ الكتلة المتوسطة = 1.0074 دالتون).

## التحليل
يمكن تصنيف الأحماض الأمينية حسب خصائص منتجاتها الرئيسية:
- الأحماض الأمينية السكرية: منتجاتها قادرة على تكوين الجلوكوز من خلال سكرية التكوين.
- الأحماض الأمينية الكيتونية: منتجاتها لا تستطيع تكوين الجلوكوز. ومع ذلك، يمكن استخدامها في تكوين الكيتونات أو تخليق الدهون.
- الأحماض الأمينية المختلطة: تتحلل إلى منتجات سكرية وكيتونية معًا.